# RFID

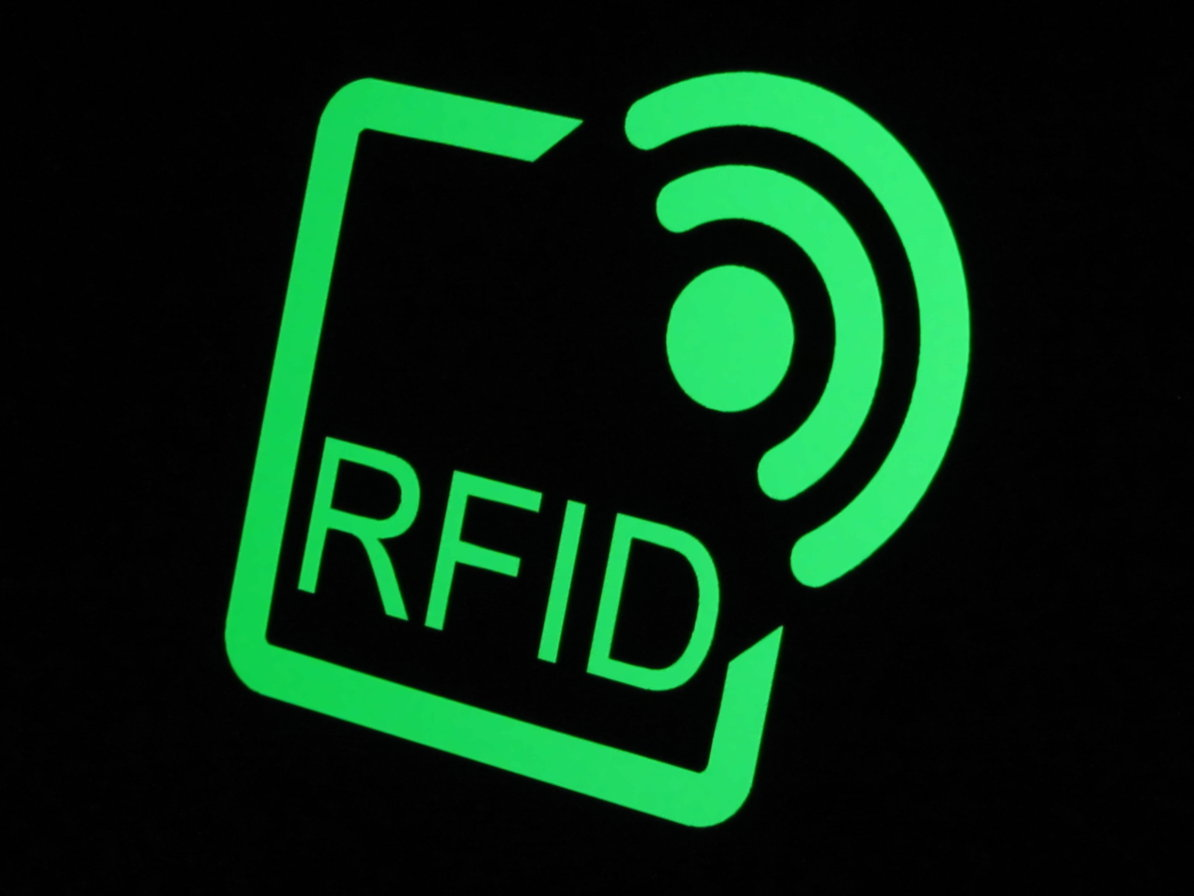
Logo RFID

Radio Frequency Identification, identifikace na rádiové frekvenci (RFID) je další generace identifikátorů navržených (nejen) k identifikaci zboží, navazující na systém čárových kódů. Stejně jako čárové kódy slouží k bezkontaktní komunikaci na krátkou vzdálenost. Iniciátorem vývoje je stejně jako u čárových kódů firma Wal-Mart. Patent na technologii RFID získal vynálezce Charles Walton (není z rodiny majitelů Wal-Martu) v roce 1973.
Čipy jsou k dispozici v provedení pro čtení nebo pro čtení a zápis. Pro komunikaci využívají převážně nosnou frekvenci 125 kHz, 134 kHz a 13,56 MHz. V některých státech se dají používat i další frekvence jako 868 MHz (v Evropě) a 915 MHz (v Americe).
Technologii RFID využívá a vylepšuje novější systém NFC, rozšiřující jejich možnosti a používání.

## Historie RFID
Za počátek radiofrekvenční identifikace lze považovat radar, vynalezený v roce 1935 skotským vědcem  Robertem Alexandrem Watson-Wattem. Během druhé světové války se používal k varování před přibližujícími se letadly. Měl však nevýhodu, nebylo možné určit, zda se jedná o spojenecké či o nepřátelské letadlo. Němci zjistili, že pokud se letadlo nakloní na jednu nebo druhou stranu, změní to radiový signál. Obsluha radaru na zemi díky tomuto náklonu dokázala určit, zda se jedná o spojenecké nebo nepřátelské letadlo. V podstatě šlo o první pasivní RFID systém.
První aktivní identifikace přátelských či nepřátelských letadel (IFF) byla vyvinuta taktéž Watson-Wattem. Na britské letouny byl umístěn vysílač, který přijímal signál z radarových stanic na zemi a zpět vysílal signál, který identifikoval letoun jako přátelský.

### První patenty RFID
Mario W. Cardullo tvrdí, že první patent na aktivní RFID etiketu s přepisovatelnou pamětí v Americe obdržel 23. ledna 1973. Ve stejném roce získal patent na transpondér, použitelný k odemčení dveří také Charles Walton, podnikatel z Kalifornie. Pomocí tohoto transpondéru bylo možné odemknout dveře bez použití klíče. Transpondér byl obsažen v kartě, která se přiložila ke čtečce u dveří. Pokud čtečka detekovala platné číslo, které bylo vysláno z čipu odemykací karty, odemkla dveře. Charles Walton později poskytl licenci na tuto technologii firmě Schlage, která se zabývá výrobou zámků.

## Princip a fungování RFID
Technologie RFID se skládá ze dvou základních prvků: čtecího zařízení a paměťového média.

### Čtecí zařízení
Čtecí zařízení je zabudováno v pracovních stanicích, bezpečnostních branách, zařízeních pro samoobslužné výpůjčky nebo v ručním snímači pro inventarizaci položek. Ve své nejjednodušší podobě je čtecí zařízení pouze širokým vchodem – portálem, který má po obvodu umístěn jeden nebo více RFID snímačů. Zařízení slouží především pro čtení pasivních etiket, které dostávají napájení od snímače. Komplikujícím faktorem je to, že v automatizovaném procesu snímání etiket není pevně stanoveno, protože položky mají různé rozměry a etikety na nich různé umístění a orientace každé z nich se liší. Hlavním určujícím faktorem přesnosti je proto umístění antén – snímačů na portálu tak, aby se maximalizovala pravděpodobnost načtení etikety. Čitelnost pasivní etikety je přímo závislá na množství energie, kterou přijímá, což v praxi znamená konkrétní vzdálenost mezi etiketou a snímačem a jejich orientace vůči sobě navzájem.

### Paměťové médium

RFID čip s anténou

Paměťové médium je malý čip s pamětí a anténou (v praxi se používá velké množství velikostí a podob RFID čipů, od miniaturních o rozměrech 0,4×0,4 mm až po čipy určené k průmyslovému využití s velikostí 100×100 mm), zpravidla umístěn na papírové etiketě. Etiketa nepotřebuje žádný zdroj napájení, protože elektromagnetické pole generuje anténa připojena k RFID snímači. Když se v tomto poli ocitne RFID etiketa s transpondérem, v její anténě se generuje proud, který nabije kondenzátor a ten pak aktivuje čip. Důležité je, že etiketa samotná nevytváří vlastní elektromagnetické pole, ale jen mění pole vyvolané čtecím zařízením. To ve svém poli detekuje změny a převádí je na digitální data. Na to, aby bylo možné využít všechny možnosti RFID technologie, je potřebné k uvedeným dvěma prvkům přidat také komunikaci RFID s evidenčním systémem.
RFID etiketa spojuje identifikační i bezpečnostní funkci. Na čipu je uložen jednoznačný identifikátor položky a další údaje, jako např. označení společnosti a země. Zaznamenává se zde informace, zda je položka vypůjčena nebo zabezpečena. Tento údaj je uložen v tzv. AFI byte a poskytuje více informací než jen dva základní stavy. Je v něm uložena i informace o odvětví, ze kterého konkrétní etiketa pochází. Na základě toho konkrétní bezpečnostní brána reaguje jen na relevantní etikety, ale k jinému zboží, které je zabezpečeno kompatibilním systémem RFID a prochází bránou, bude netečná. Rozeznáváme dva základní typy RFID čipů:
1. Pasivní – vysílač (snímač, čtečka) periodicky vysílá do okolí elektromagnetické pulsy. Pokud se v blízkosti objeví pasivní RFID čip, využije přijímanou energii k nabití svého napájecího kondenzátoru a odešle odpověď. Pasivní čipy dokáží vysílat buď jedno číslo (elektronické číslo produktu EPC), určené při jejich výrobě, nebo disponují navíc ještě dodatečnou pamětí, do které lze zapisovat a číst další informace (například v případě elektronické peněženky). Využívají se například v těchto aplikacích[7]:
  - K identifikaci předmětů (zboží) jako nástupce čárového kódu,
  - k řízení přístupu osob do uzavřených objektů,
  - k bezhotovostním platbám v podobě elektronické peněženky.
2. Aktivní – používá se méně často než pasivní systém RFID. Jsou totiž složitější a dražší, jelikož obsahují navíc i zdroj napájení a jsou schopny samy vysílat svou identifikaci – používají se proto pro aktivní lokalizaci. Aktivní RFID čipy kromě svého identifikačního čísla většinou mají prostor pro další informace, které (na podnět obdobný výzvě pro identifikaci) dokáží ukládat nebo odeslat spolu s identifikačním číslem.[7]

## Identifikace RFID čipů
RFID čipy obsahují 96bitové unikátní číslo takzvané EPC, které (z hlediska logistiky a obchodu) může být přiděleno každému jednotlivému konkrétnímu kusu zboží. EPC se přiděluje centrálně výrobcům v jednotlivých řadách. EPC o délce 96 bitů má nabídnout dostatečný číselný prostor 268 milionům výrobců produkujícím každý 16 milionů druhů výrobků (tříd) a v každé třídě je prostor pro 68 miliard sériových čísel. Protože zatím není ani teoretický výhled na upotřebení takového množství čísel EPC, mohou čipy používat EPC o délce 64 bitů, což sníží jejich cenu. Na druhou stranu je zde i výhled pro přechod na 128 bitů pro případ, že by číselné řady přestaly stačit.

## Informace obsažené v paměti RFID čipu
K odvozování informací na základě EPC přímo slouží služba zvaná Object Name Service – ONS. Ta přiřazuje ke každému EPC adresu s popisem zboží ve formátu XML, resp. jeho speciálním derivátu PML – Physical Markup Language. V tomto formátu se mohou uchovávat všechna potřebná data ke zboží, jako je jeho záruka, trvanlivost, způsoby použití a další údaje, jež může obchodník snadno importovat a používat.

## Rozdělení RFID podle frekvencí

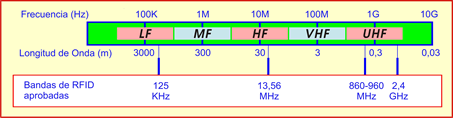
Rozdělení RFID podle frekvencí

Technologie RFID se dělí podle frekvence na které komunikuje na tři skupiny:  nízkofrekvenční, vysokofrekvenční a ultrafrekvenční. Každá z těchto frekvencí má rozdílné vlastnosti a vzdálenosti, na které dokáže komunikovat.
- Nízkofrekvenční – označují se LF a používají frekvenci 124 kHz nebo 135 kHz. Komunikační dosah na této frekvenci je cca 50 cm. Používají se například při kontrolách přístupu, identifikaci zvířat, označení pivních sudů nebo v imobilizérech automobilů.[3]
- Vysokofrekvenční – označují se HF a používají frekvenci 13,56 MHz. Komunikační dosah je na této frekvenci cca 1 m. Používají se především pro bezkontaktní placení, pro označování zavazadel na letištích nebo pro sledování identifikačních kódů beden či palet ve skladech.[3]
- Ultrafrekvenční – označují se UHF a používají frekvenci od 860 MHz do 960 MHz. Frekvence se odvíjí od oblasti, kde se používá. Například v Evropě je frekvence 866 MHz a v USA nebo v Kanadě je 915 MHz. Komunikační dosah je na této frekvenci cca 3 m. Používají se například při elektronických kontrolách v mýtných branách nebo v parkovacích kartách.[3]

## Standardy a pravidla pro RFID
RFID systémy vyrábí mnoho firem po celém světě, což má za následek nasazování různých systémů. Z toho důvodu se jeví jako klíčové, aby výrobky různých firem byly navzájem kompatibilní a dokázaly spolu komunikovat. Výrobci proto dodržují určité normy. Pro koncového zákazníka to má výhodu v tom, že může kombinovat zařízení od více výrobců, které splňují danou normu. Standardy a pravidla určují:
- Technické parametry RFID řešení – příkladem je vymezení frekvence bezdrátového přenosu, fyzikální vlastnosti etiket, přenos signálu, přenosový protokol – jsou důležité právě proto, aby zařízení od dvou různých výrobců byla navzájem kompatibilní.
- Rozsah a způsob uložení informací na paměťovém médiu – toto je důležité, aby jakýkoliv systém uloženým datům „rozuměl“ a věděl, kde najít potřebný údaj.
- Komunikaci s evidenčním systémem – tj. způsob, jakým bude systém získávat informace uložené v paměťovém médiu, a jak bude informace poskytovat nějakému zařízení RFID.

## Spolehlivost použití RFID technologií
Zabezpečení na bázi RFID s sebou přináší určitá rizika, která se týkají především míry úspěšnosti detekce a s tím související spolehlivosti celého systému. V případě nálezu významného zdroje rušení, jako je například vedení napěťových kabelů pod podlahou v paralelním směru se snímači, je nutné plánované umístění snímačů přehodnotit nebo i zvážit, zda vůbec v problematické části interiéru zařízení instalovat. Dalším problémem, vyskytujícím se především v průmyslových provozech, je zkreslování či znehodnocování signálu. Čtečky je občas nutné umístit velmi blízko vedle sebe, takže může docházet k nežádoucímu ovlivňování čteček navzájem. Signály vysílané čtečkami se odrážejí od kovových povrchů, což vede k superpozici rádiových vln (odlišný vzorec rádiových vln, který je obtížnější správně zachytit a dekódovat) a následnému zeslabení rádiového signálu. Větší vyzařovaný výkon může vedle zvýšení intenzity odrazů vést také k většímu dosahu, než je žádoucí, takže se vyzařovací diagramy jednotlivých čteček překrývají a roste riziko navázání spojení s nesprávným transpondérem. Spolehlivost procesu čtení/záznam výrazně zvyšují podpůrné funkce: adaptace vyzařovaného výkonu, inteligentní filtrace výsledků čtení a podpůrné rozhodovací mechanismy.
- Adaptace vyzařovaného výkonu – Při použití funkce adaptace výkonu čtečka automaticky zvyšuje vyzařovaný výkon tak dlouho, dokud ve svém dosahu jednoznačně neidentifikuje alespoň jeden transpondér. Tím se nejen zajišťuje velmi rychlá detekce transpondéru, ale současně se zmenší úroveň rádiového rušení i problémy se slábnutím signálu.[11]
- Inteligentní filtrace výsledků čtení – Funkce několikastupňové filtrace potvrzuje skutečnost, že čtečka komunikuje se správným transpondérem, a to na základě analýzy vlastností rádiového signálu. O tom, že se jedná o správné paměťové médium, se rozhoduje automaticky podle různých indikátorů – například podle stanovení hodnoty ukazatele RSSI, čtecí frekvence či potřebného vysílacího výkonu.[11]
- Podpůrné rozhodovací mechanismy – Podle potřeby a možností lze dále aktivovat nejrůznější podpůrné rozhodovací mechanismy. Filtr pro rychlý předběžný výběr zajišťuje předběžnou rychlou kontrolu transpondérů v dosahu čtečky ještě předtím, než se přistoupí k jejich podrobné identifikaci. Transpondéry, které již prošly zpracováním, lze mít ve čtečce uložené na „černé listině“, takže se jimi systém dále nezabývá. Funkce zachování spojení (tzv. Tag Hold) udržuje spojení mezi zvoleným transpondérem a čtečkou při použití maximálního vysílacího výkonu. Tím se zajistí výměna dat mezi čtečkou a paměťovým médiem bez ohledu na nepříznivé podmínky v éteru.[11]

## Porovnání s obdobnými technologiemi

### Rozdíl mezi RFID a čárovým kódem
RFID představuje alternaci k čárovým kódům. Rozdíly mezi těmito technologiemi zobrazuje následující tabulka.
| RFID etiketa                                                            | Čárový kód                                            |
| ----------------------------------------------------------------------- | ----------------------------------------------------- |
| Při skenování nemusí být viditelná.                                     | Při skenování je nutná jeho viditelnost.              |
| Uložená data na etiketě lze aktualizovat.                               | Data nelze aktualizovat, jsou určena pouze pro čtení. |
| Obsahuje senzor připojený k anténě, který bývá často v plastovém krytu. | Kód je vytištěný přímo na předmět.                    |
| Její výroba je dražší.                                                  | Jeho výroba/tisk je levnější.                         |

### Rozdíl mezi RFID a NFC
Technologie NFC využívá princip RFID. Umožňuje výměnu dat mezi zařízeními pomocí vysokofrekvenční bezdrátové technologie na krátkou vzdálenost. Tato technologie tedy spojuje vysílač i přijímač signálu do jednoho zařízení.
| RFID technologie                        | NFC technologie                           |
| --------------------------------------- | ----------------------------------------- |
| Pouze jednosměrná komunikace.           | Obousměrná komunikace.                    |
| Různé frekvence (LF, HF, UHF).          | Daná frekvence 13,56 MHz.                 |
| Přenosová rychlost se mění s frekvencí. | Maximální přenosová rychlost je 424 Kbps. |

## Použití RFID
RFID technologií se vyskytuje v mnoha odvětvích. Například na letištích, v logistice, v klenotnictví, v sportu, při přístupu do určitých místností nebo při bezkontaktních platbách a jiných.

### Řízení skladových zásob
Jelikož je zjišťování skladových zásob práce, která vyžaduje velké využití pracovních sil a tím pádem i velké využití času a peněz, některé firmy se rozhodly pro použití technologii RFID. Tato technologie jim umožňuje v reálném čase sledovat, množství skladových zásob a díky informacím, které jsou uložené v RFID etiketě, kterou je označen daná položka i datum spotřeby, dodavatel a jiné doplňující informace o této položce. Všechny položky, označené RFID etiketou, mají svoje vlastní sériové číslo a je tedy možné nejdříve prodat ty, kterým se blíží datum spotřeby (first in - first out struktura). Tímto krokem se zajistí čerstvost skladových produktů.

### Letecká doprava
Pokud jsou zavazadla označena RFID etiketou, zaměstnancům je umožněno přesnější sledování zavazadel na letišti a efektivnější vykládání a nakládání letadel. Tím se sníží počet ztracených zavazadel a díky rychlejšímu nakládání letadel nedochází k jejich zpožďování. Všechny tyto benefity zvyšují loajalitu zákazníků k leteckým společnostem.

### Maloobchod
Maloobchodní sektor je jedním z nejdůležitějších sektorů, kde nachází technologie RFID využití, s cílem udržet si konkurenční výhodu a dosáhnout co největšího zisku v krátkém i dlouhém období.

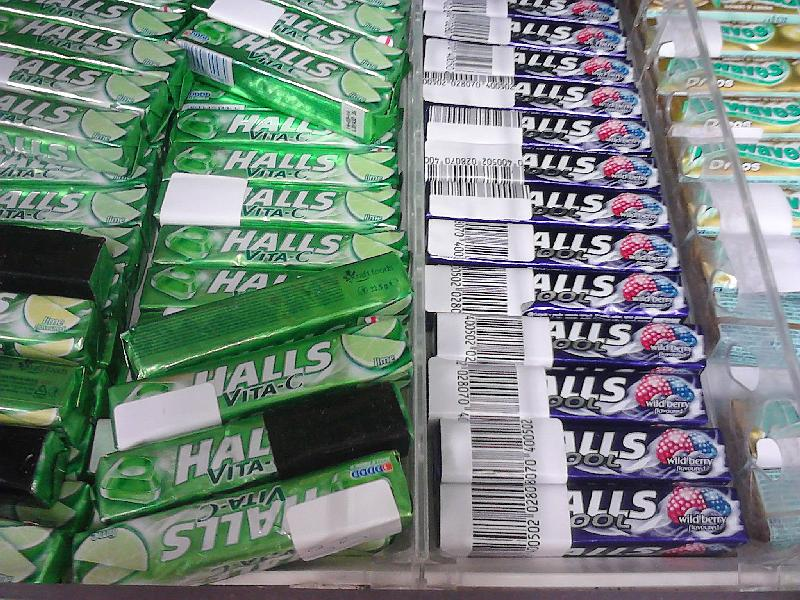
Označení zboží pomocí pasivních RFID etiket

- Zabezpečení zboží – základem zabezpečení zboží s využitím RFID technologie jsou malé štítky nalepené přímo na zboží. V případě pokusu o odcizení zabezpečeného zboží a průchodem kontrolovanou oblastí dojde k aktivaci alarmu. Kontrolovaná oblast má ve většině případů podobu průchozí brány, která může být umístěna u vchodu do prodejny či východu z prodejny. Tuto bránu tvoří dvojice vysílacích aktivních RFID zařízení.[14]
- RFID v nákupních košících – aktivní RFID technologii zabudovávají některé řetězce také do svých nákupních košíků. Pokud se jedná o aktivní RFID technologii, košík má v sobě zabudovaný zdroj energie, který napájí RFID zařízení. Díky tomuto zařízení dokáží manažeři obchodu sledovat trasu, kterou zákazník se svým košíkem prošel, u jakého zboží se zastavil a kolik času mu nákup zabral. Díky této technologii je možné vytvořit heat mapu dané prodejny (grafické zobrazení četnosti pohybu v nějaké oblasti). Na této mapě je zaznamenán pohyb zákazníků po prodejně, díky kterému je možné kategorizovat zákazníky – podle velikosti nákupu, podle zakoupených produktů apod. Uplatnění systém nalezne také u hledání úzkých míst  (místo, kde se z nějakého důvodu tvoří fronta zákazníků) v prodejně.[14]

### Sport

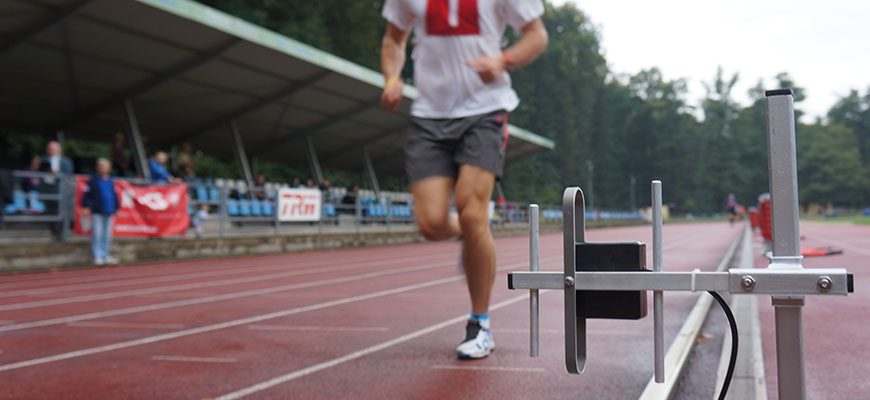
RFID UHF anténa IronTime

RFID čipy různých frekvencí se používají jako čipová časomíra pro změření účastníků sportovních závodů, především masových, kde není možné měřit jednotlivce přesně stopkami. Závodníci mají čip umístěn obvykle na textilním pásku nad kotníkem, na startovním čísle nebo na přilbě. Čip se načte při průběhu cílovou linií, kde je umístěna anténa. Frekvence RFID HF (13 MHz) vyžadují dlouhé kovové smyčky položené v cílové linii, vyšší frekvence UHF (860 MHz) potom malé antény na straně v cíli. Dosah antény UHF je přibližně 6 metrů. Spolehlivost čtení a dosah čtečky čipů může být negativně ovlivněn lidským tělem, neboť voda v něm pohlcuje rádiový signál.

### Přístup do místností
Systém kontroly přístupu do místnosti se skládá z RFID etikety, která je integrována do karty či jiného předmětu, čtečky s anténou a serveru, ke kterému je připojena čtečka. Čtečka neustále vysílá elektromagnetické pole, do kterého když vstoupí RFID čip, aktivuje se a vyšle do čtečky signál, ve kterém je uložen ID uživatele. Čtečka vyšle přijaté ID do serveru, který ho porovná s ID, které mají povolený přístup a podle toho zda se ID shoduje či nikoliv odemkne nebo neodemkne dveře.
Efektivní řešení řízení přístupu může organizacím umožnit monitorovat zaměstnance a návštěvníky pomocí softwaru. Tento software nabízí data v reálném čase o každém zaměstnanci, která jsou ukládána pro pozdější použití. Manažeři tak mají všechna data o zaměstnancích a jejich pohybu v budově. V případě mimořádné události nebo krize může dohlížecí systém, který je napojen na čtečky, upozornit systém kontroly přístupu na zamknutí či odemknutí určitých dveří nebo zakázat přístup konkrétním osobám v případě odcizení jejich karty nebo čipu. Systém kontroly přístupu lze použít například v prostorech s vysokou ostrahou, v těžkém průmyslu nebo při manipulaci s odpadem.
- Prostory s vysokou ostrahou – díky šifrované technologii RFID a použití etiket odolných proti neoprávněné manipulaci se hodí do prostor s vysokými požadavky na zabezpečení.[15]
- Těžký průmysl – výběr odolného řešení kontroly přístupu je důležitý i v extrémních podmínkách, jako je těžba, extrémní počasí, petrochemický a další těžký průmysl. Existuje řada čteček RFID a odpovídajících etiket navržených tak, aby přežily extrémní podmínky a zároveň poskytovaly handsfree přístup personálu přenášejícímu těžké vybavení.[15]
- Manipulace s odpady – služby manipulace s odpady mají řadu jedinečných požadavků. Například potřeba vážit těžká vozidla v průmyslových vahách. Řízení přístupu RFID se dokáže bez problémů integrovat s aplikacemi vážení a rozšiřovat jeho možnosti nad rámec pouhého řízení přístupu.[15]

### Bezkontaktní platby
Bezkontaktní platby jsou prováděny pomocí platebních karet, které při provádění platby využívají RFID technologii. Transakce proběhne v případě, že platební karta obsahující RFID čip je přiložena k platebnímu terminálu. Jedná se o pasivní RFID systém, protože čip obsažený v platební kartě není napájen přímo ale je napájen přes energii, která je vyslaná z platebního terminálu.
Výhodou těchto plateb je, že při částkách do 500 Kč není potřeba zadávat PIN kód (V Americe se jedná o částky obvykle do 50 USD). Nevýhodou může být zneužití bezdrátového spojení. Útočník se může k oběti přiblížit (například v zaplněných dopravních prostředcích nebo veřejných místech) a pomocí RFID čtečky se spojit s bezkontaktní kartou a ukrást  údaje o této kartě - elektronické kapesní krádeže. Ochranou proti těmto krádežím je umístění bezkontaktní platební karty do speciálního stíněného obalu, který zablokuje načtení karty.